# Эррера, Майра
Майра Каролина Эррера Перес (исп. Mayra Carolina Herrera Pérez; род. 20 декабря 1988, Гватемала) — гватемальская легкоатлетка, специалистка по спортивной ходьбе. Выступала на профессиональном уровне в 2003—2022 годах, победительница и призёрка ряда крупных международных стартов, участница трёх летних Олимпийских игр.

## Биография
Майра Эррера родилась 20 декабря 1988 года в городе Гватемала.
Первого серьёзного успеха на международном уровне добилась в сезоне 2003 года, когда вошла в состав гватемальской сборной и выступила на юношеском первенстве Центральной Америки в Сан-Хосе, где одержала победу в ходьбе на 4000 метров.
В 2004 году в той же дисциплине выиграла серебряную медаль на центральноамериканском первенстве в Сан-Хосе.
В 2005 году закрыла десятку сильнейших на юниорском панамериканском первенстве в Уинсоре. На Панамериканском кубке по спортивной ходьбе в Лиме заняла 12-е место в личном зачёте юниорок на 10 км и вместе с соотечественницами стала пятой командном зачёте. На юниорском первенстве Центральной Америки в Манагуа превзошла всех соперниц в ходьбе на 5000 метров.
В 2007 году была лучшей среди юниорок на домашнем Центральноамериканском кубке по спортивной ходьбе в Гватемале и на юниорском центральноамериканском первенстве в Сан-Сальвадоре.
В 2012 году в ходьбе на 20 км заняла 25-е место на Кубке мира в Саранске и 43-е место на летних Олимпийских играх в Лондоне.
В 2013 году в дисциплине 20 км показала 12-й результат на чемпионате мира в Москве и шестой результат на Боливарианских играх в Трухильо.
В 2014 году финишировала пятой на чемпионате Южной Америки в Кочабамбе, 28-й на Кубке мира в Тайцане, пятой на Центральноамериканских и Карибских играх в Веракрусе.
На Панамериканском кубке 2015 года в Арике пришла к финишу 12-й в личном зачёте 20 км и тем самым помогла соотечественницам стать серебряными призёрками командного зачёта. На чемпионате мира в Пекине заняла 39-е место.
Выполнив олимпийский квалификационный норматив, в 2016 году удостоилась права защищать честь страны на Олимпийских играх в Рио-де-Жанейро — здесь в ходе прохождения дистанции в 20 км была дисквалифицирована за нарушение техники ходьбы.
В 2017 году среди прочего заняла 17-е место на Панамериканском кубке в Лиме, выиграла серебряную медаль на Центральноамериканских играх в Манагуа.
В 2018 году одержала победу на чемпионате Гватемалы, на командном чемпионате мира по спортивной ходьбе в Тайцане показала на финише 20-километровой дистанции 14-й результат.
В 2019 году получила серебро на домашнем чемпионате Центральной Америки в Гватемале, стала шестой на Панамериканских играх в Лиме, заняла 38-е место на чемпионате мира в Дохе.
В 2020 году в ходьбе на 20 км завоевала серебряные награды на чемпионате Гватемалы и на чемпионате Центральной Америки в Сан-Хосе. Принимала участие в Олимпийских играх в Токио, где с результатом 1:44:30 заняла в 20-километровой дисциплине 50-е место.
Завершила спортивную карьеру по окончании сезона 2022 года.